# 寶石軟魚
寶石軟魚為輻鰭魚綱鱸形目鱸亞目發光鯛科的一種，為深海魚類，分布於西太平洋菲律賓海域，深度可達391公尺，體長可達15公分，棲息中層水域，生活習性不明。